# 技术

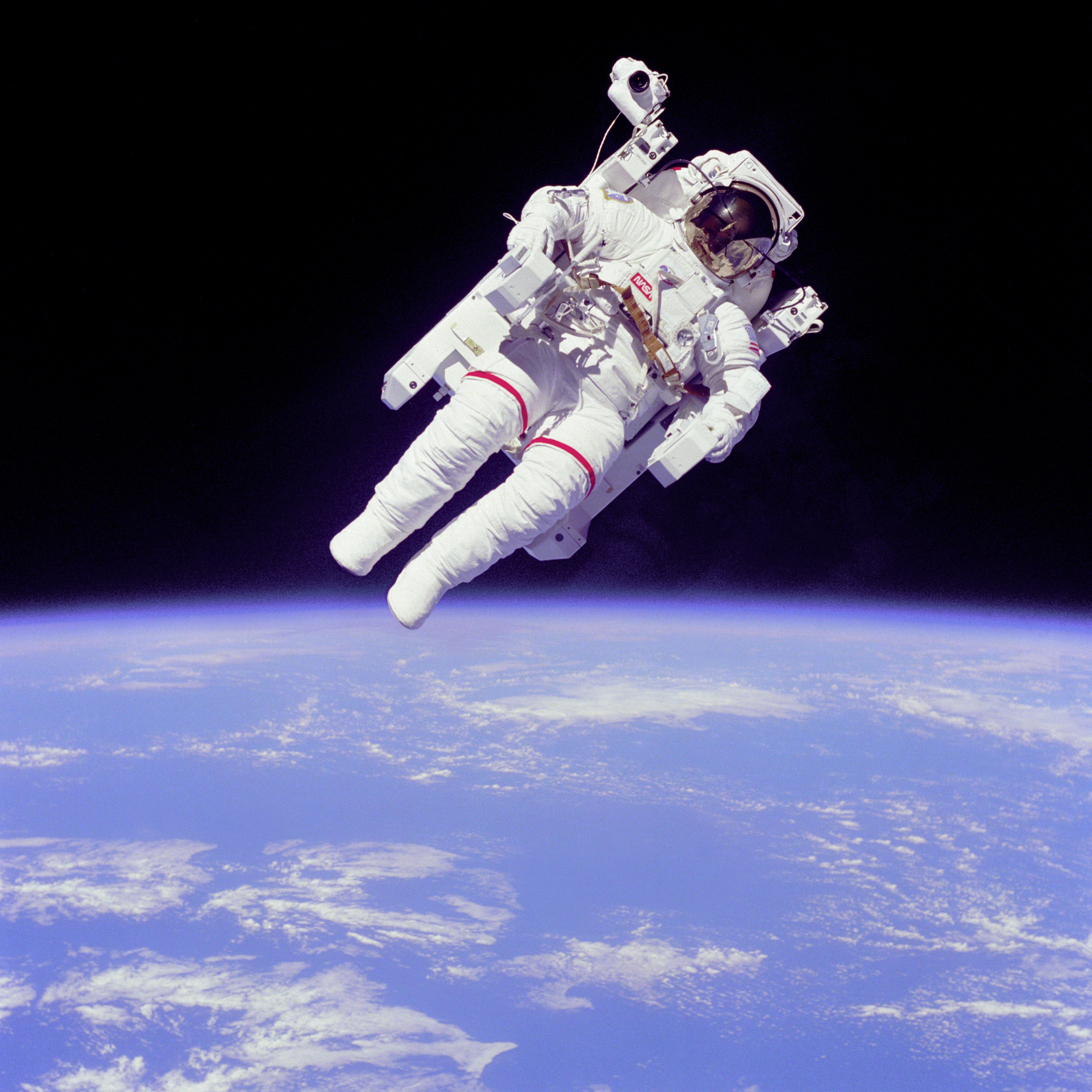
在20世紀中葉，人類已經取得了的精通充分的技術，得以第一次離開地球的大氣層，和探索太空。

技术（意为“技巧学说”）可以指人類對機器、硬體或人造器皿的運用，但它也可以包含更廣的架構，如系統、組織方法學和技巧。它是知識進化的主體，由社會形塑或形塑社會，如電腦等新技术的增生使人們相信技术是社會進化的決定性力量。換句話說，它是驅動改變的自發性動力。最好放棄化約主義的觀點，而將技术視為包含了社會、政治、歷史及經濟因素等一起作用，而造成改變之面向社會網絡的一組成元素：不論有形或無形。
最初，人類會把石塊等自然界的材料，製作成一些簡單的工具，這已是技术的起源。而史前人類發現生火的方法，也增添了食物的來源和種類；輪子的發明則令人類的運輸變得更為方便。這些都是古時技术的例子。現今的發明，如印刷機、電報、電話、電腦、手機、網路和網際網路，為人類提供了新的通信途徑。不過，技术並不總是用在改善生活的用途上：無論是原始的棍棒還是大殺傷力的核武器，都是為追求破壞性能而發明的。
技术對社會的影響不容忽視，就連現今全球的經濟都離不開技术發展的成果。而許多技术生產、加工的過程中，可能會產生一些無用途的副產品，成為污染排放的來源，並耗用了大量的自然資源，引致不同的環境問題。新技术的發展，亦會帶來一些新的倫理問題，或是改變大眾的習慣。其中的例子包括，原來用作描述機器運作的效率一詞，近來也被廣泛用在表示人的工作能力上。
對於技术的發展，哲學上亦有不同的論調。其中新卢德主义和无政府原始主义大致上都反對現代技术在社會的應用，認為技术並未真正改善人類的生活之餘，還破壞了環境，疏遠人與人之間的關係。與之相反，超人文主义和技術進步主義的意識形態則認為技术有助人類進步，以及可以突破人類遇到的限制。

## 定義和用法

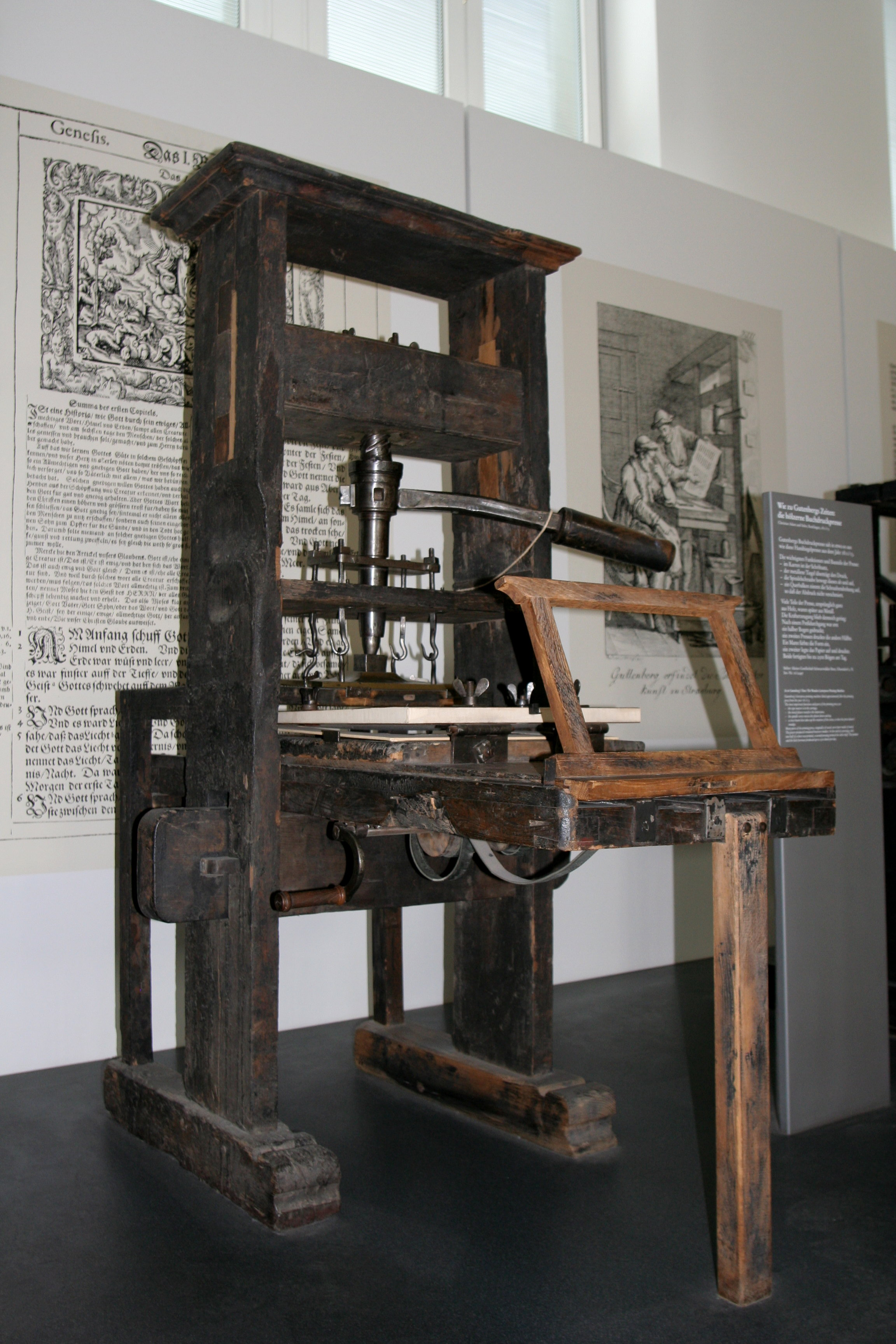
技术作為文化力量的一個例子。像這台印刷機一樣，紙張和印刷品向西方的傳播，幫助科學家和政治家輕鬆地傳達了他們的想法，從而進入了啟蒙時代。

在過去200年中，“技术”一詞的使用發生了巨大變化。 在20世紀之前，該詞在英語中並不常見，它被用來指代對“有用的藝術”的描述或研究，或指代技术教育，例如麻省理工學院（1861年成立） 。
在第二次工业革命中，“技术”一詞在20世紀興起。 該術語的含義在20世紀初發生了變化，當時美國社會科學家從托斯丹·范伯倫（Thorstein Veblen）開始將德國的“Technik”概念轉化為“技术”（technology）。 在德語和其他歐洲語言中，技术（Technik）和技术（technologie）之間存在區別，而在英語中則沒有，這通常將兩個術語都翻譯為“技术”。 到1930年代，“技术”不僅指對工藝的研究，而且指工藝本身。
1937年，美國社會學家雷德·貝恩（Read Bain）寫道：“技术包括所有工具，機器，器具，武器，儀器，房屋，衣物，通訊和運輸設備以及我們生產和使用它們的技能。”。貝恩的定義在當今學者中仍然很常見，特別是社會科學家中。科學家和工程師通常更喜歡將技术定義為應用科學，而不是人們製造和使用的東西。最近，學者們從歐洲哲學家的“技术”那裡借來把技术的涵義擴展到各種形式的工具的原因（instrumental reason），就像米歇尔·福柯(Michel Foucault)的著作關於《自我的技术》（techniques de soi）。

### 本質
觀其本質，技术的存在取決於人們的需要，並滿足其需要。早期人類創造及使用技术是為了解決其基本需求。而現在的技术則是為了滿足人們更廣泛的需求和慾望，並需要一巨大的社會結構來支撐它。
在今日，此一現象的一重要例子為電話。當電話在發展的過程中，社會變得有想要更可攜設備的慾望。最後，此一慾望產生了對新產品的需求，導致了手機的發明。現在，幾乎每個人都可以隨時通話，不論其身在何處。此一發明改變了人們之間的關係：有些人現今被負更多說明義務及更被依賴，且更少理由不保持連繫。技术的複雜性創造了一個技术與社會間的相互影響。

## 科學、技术與工程

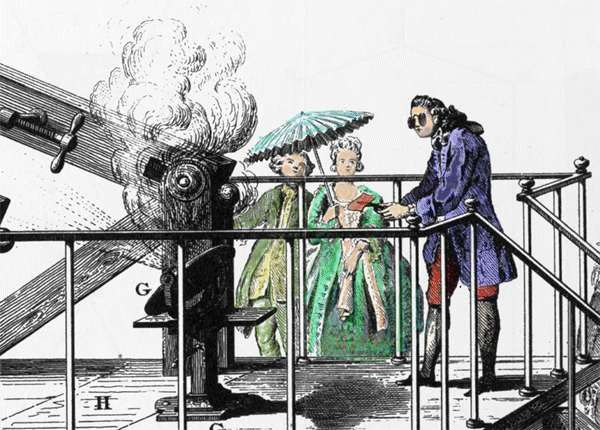
拉瓦锡进行由放大的太阳光线产生的燃烧实验。

科學、技术與工程的分別通常並不明確。一般來講，廣義的“科學”可指基礎科學、應用科學等。前者較注重對自然的觀察、理論和純研究，而後者則放較多的焦點在實際經驗上；技术則介於兩者之間。
狹義的“科學”只指基礎科學（數學及自然科學），是研究和解釋自然現象的學科，着重尋找事物間的關係。它通常利用一套預先建立好的方法來進行理論研究，即科學方法。另一方面，工程學則着重於解決問題，即為着特定的目的而製作工具，並為自然現象找出實際應用，時常（但非一定）用到科學的研究成果或方法。技术並不只是科學發展的產物，因為技术發展亦講求效用、易用性和安全。除此之外，為解決問題，技术發展還會應用數學、語言學、歷史等多個領域的知識，務求取得實質的結果。
雖然人類的技术歷程其實遠在基礎科學和工程發展之先已經開始（見技术史一節），但現今技术大多都需要上述兩者的基礎。例如，科學家可能會研究電子在導體內的流動。此後，工程師可能利用這些新知識，制造出新工具或設備，如半導體、電腦及其他類型的先進技术。這種情況下，上述兩人都可視為對技术發展作出貢獻。事實上，科學、工程和技术三個領域的研究時常被認為是密不可分的。
二十世紀後期的科學家、歷史學家和政治家，對於科學和技术之間的準確關係，有着不同的看法。二次大戰時的美國，普遍認為技术就是單純的「應用科學」，而支持基礎科學的研究，只是為了及時收穫技术的成果。万尼瓦尔·布什在論文〈科學,無盡的邊疆〉(Science—The Endless Frontier)中論到戰後的科學技術政策，說：「新的產品、新的產業、更多的就業職位，這些都需要持續地探索自然定律來維持......我們只能透過科學來從事這種探索。」但到了1960年代後期，這種觀點受到了各方面的攻擊，又倡議撥款支持一些特定的科學研究計劃。這個議題至今仍然備受爭議，但一般已不再認為技术就是科學研究的成果。

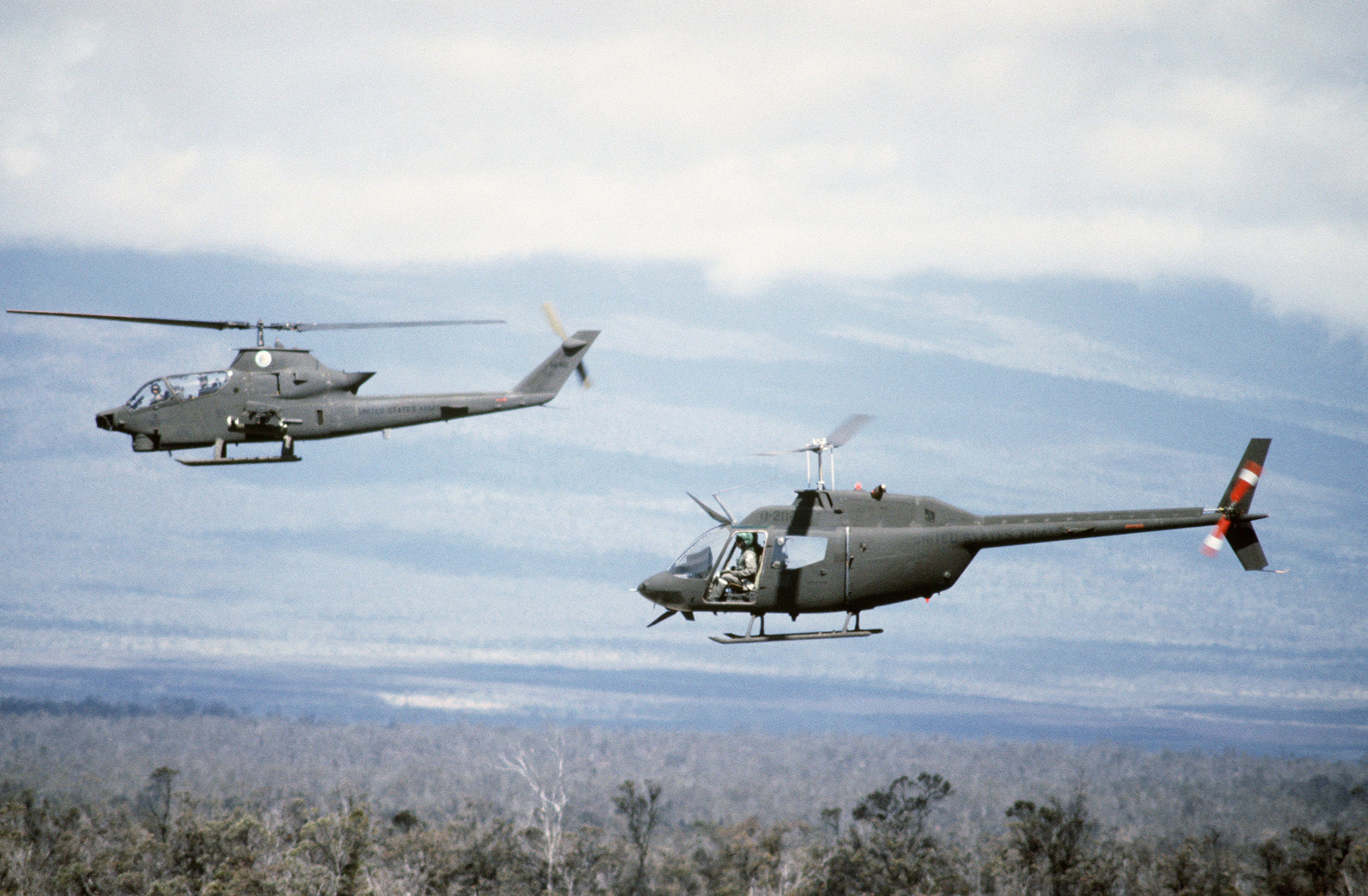
飛機投入實際使用後立即被用於戰爭。 自雙翼飛機時代以來，它已被用於（濫用）戰爭。 圖為兩架军用直升飛機。
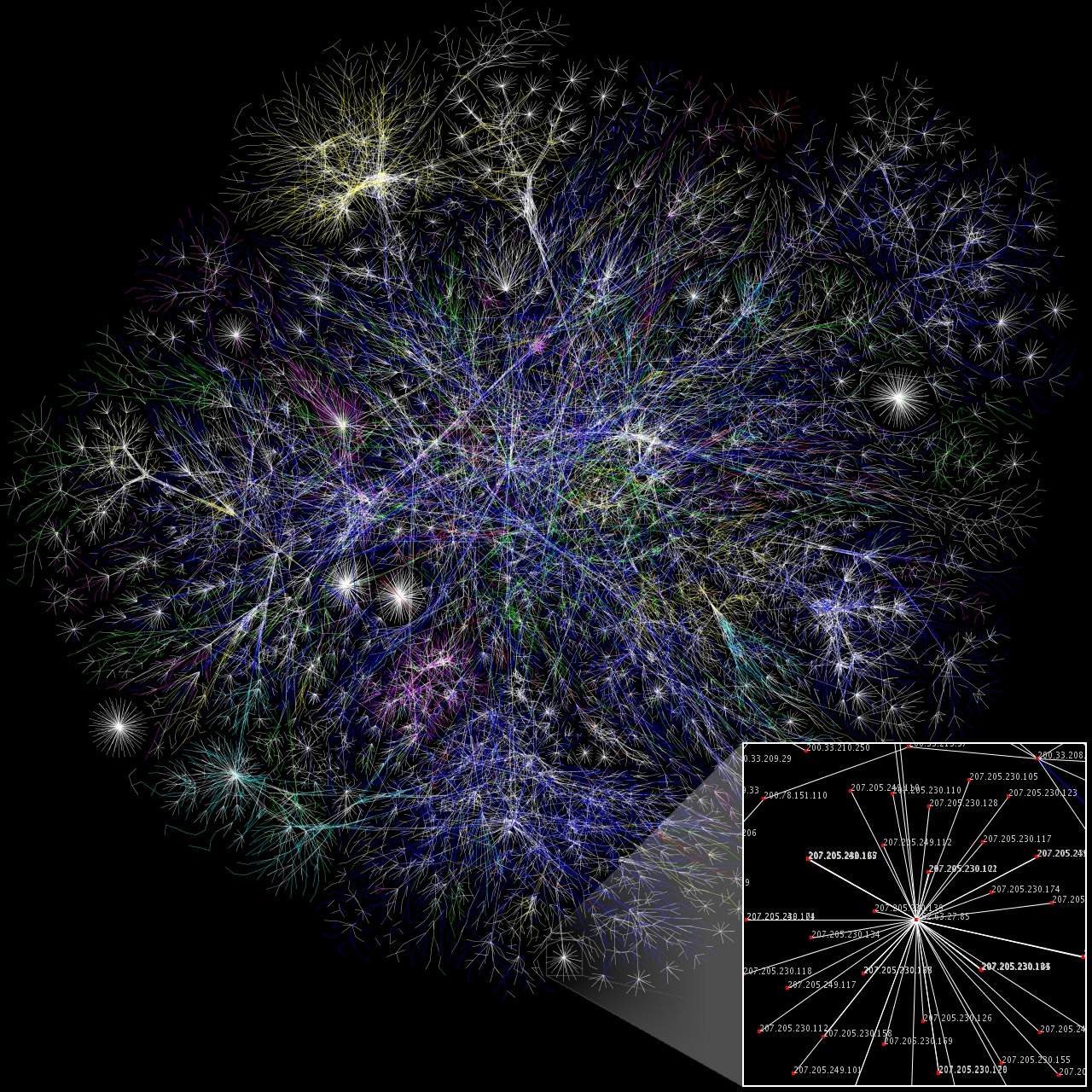
自從1990年代開始流行的互联网已經成為現代先進國家人們不可或缺的一部分，因為它可以跨網絡連接網絡設備和人們。 圖片是路線上信息傳輸量的圖片。
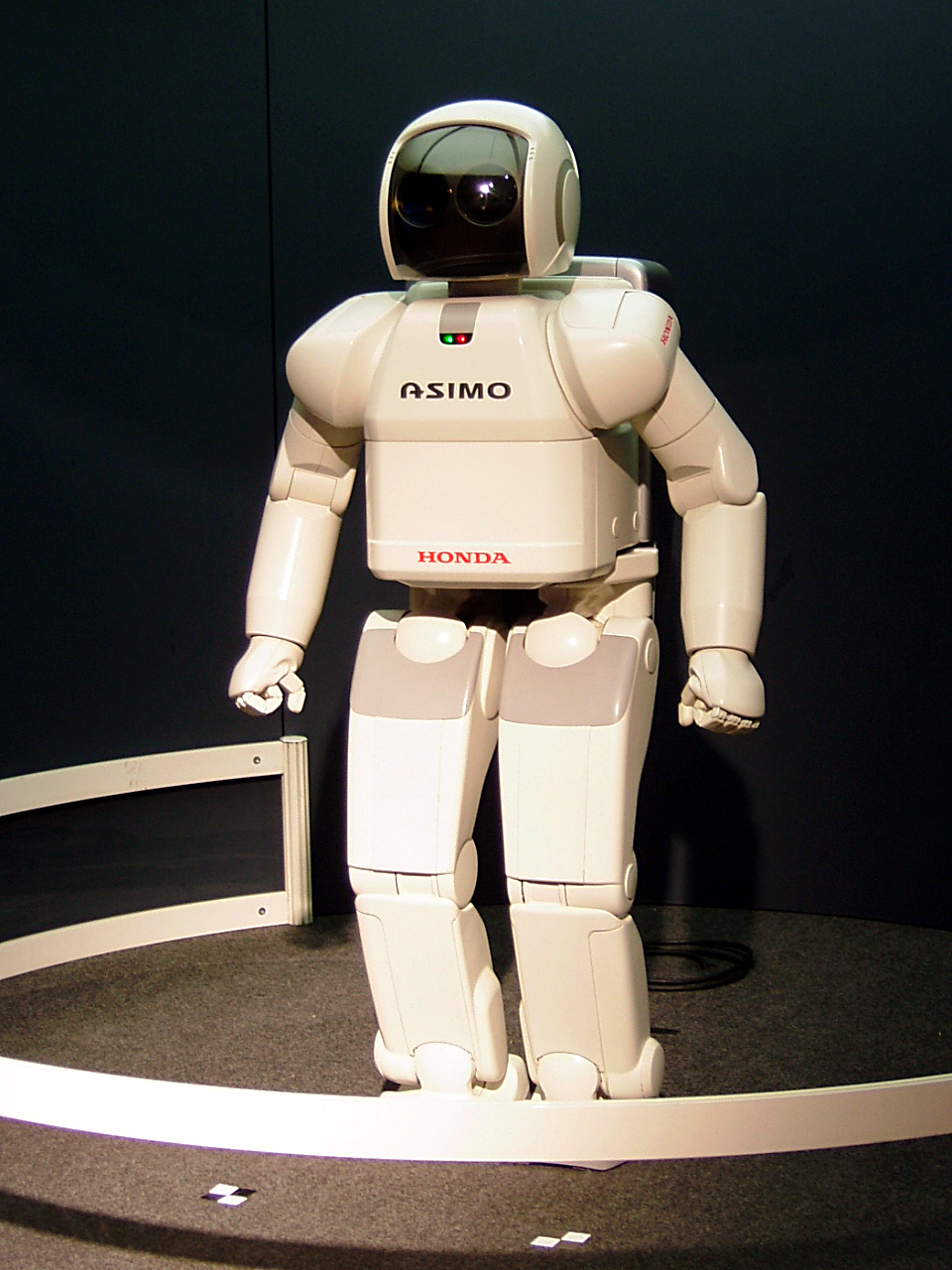
本田公司在2000年中製作的機器人ASIMO實現了精彩的雙腿行走並給人留下了深刻的印象，2005年世界博覽會
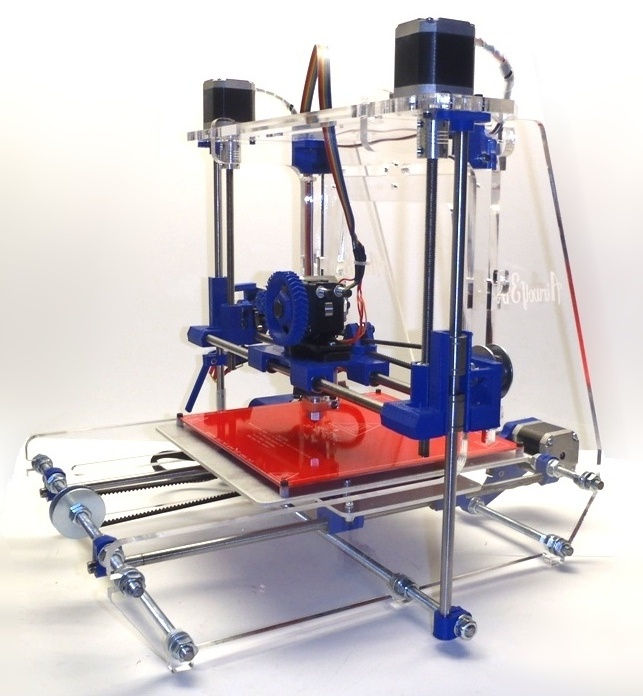
创客運動造就了各種各樣的東西。 （照片顯示您可以在沒有模具的情況下製造樹脂產品的3D打印機。）
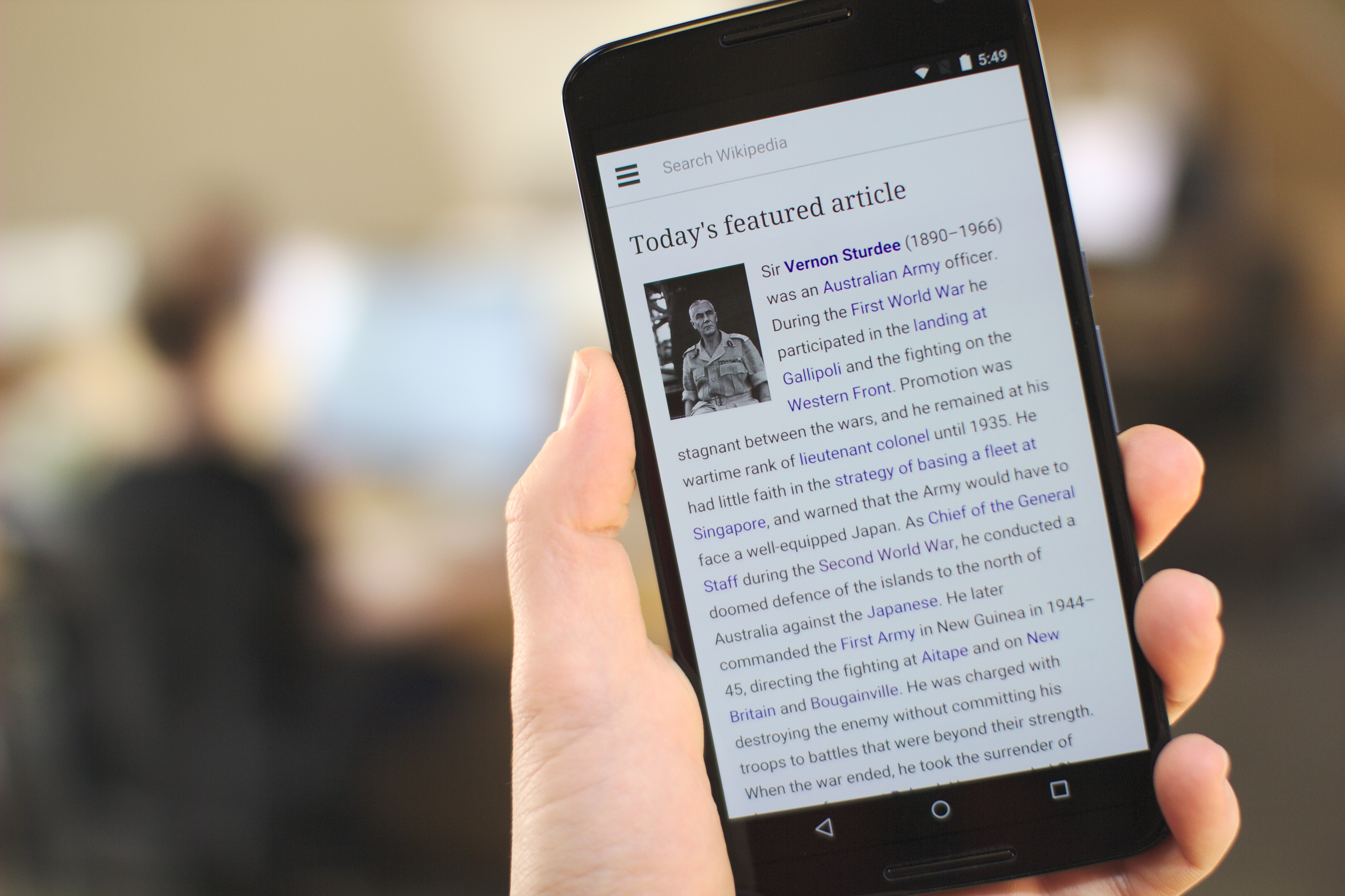
儘管2010年代後半期的智能手機機身小巧，但根據處理內容的不同，它相當於幾十年前有一個房間的大小的超級計算機。 具有以上功能，人們可以輕鬆地將其放在口袋中。
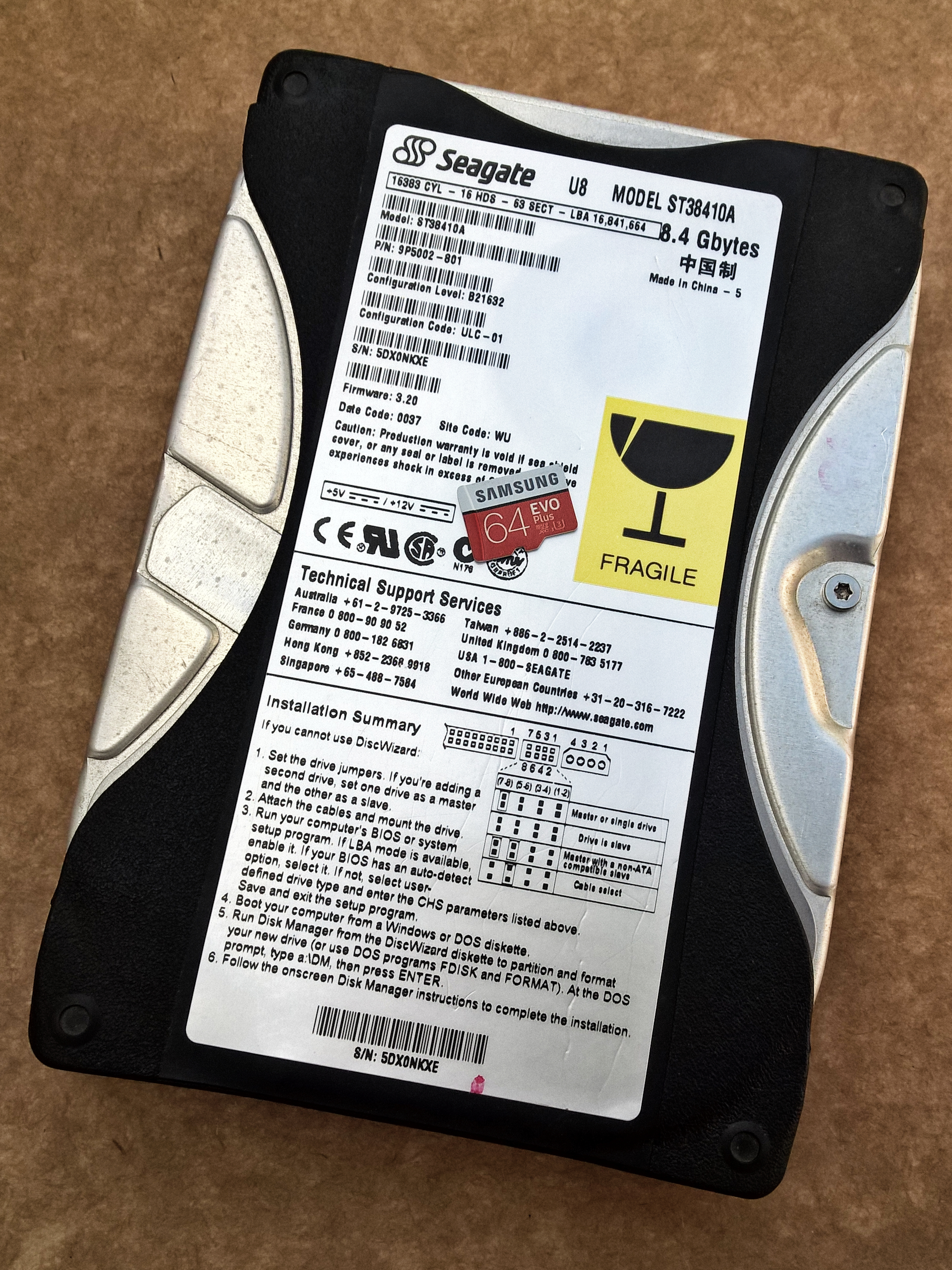
存储设备18年间的变革，从一台仅有 8.4GB空间的机械硬盘（1999年制造）最大边长 146.99mm，到一张可存入 64GB数据的Micro SD卡（2017年制造）最大边长 15.3mm

## 技术史

### 旧石器时代（公元前250万年—公元前1万年）

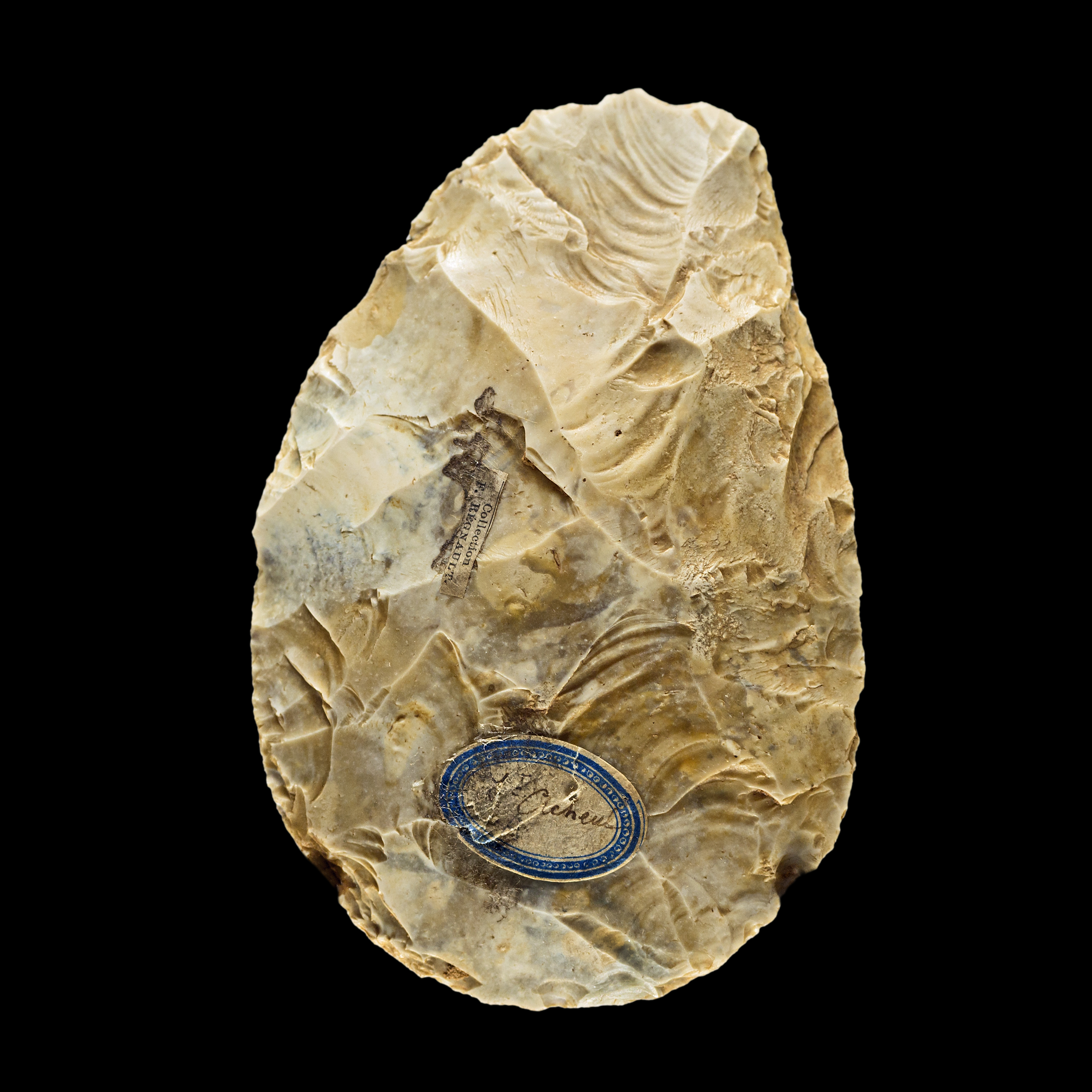
旧石器时代的阿修尔手斧（Acheulean handaxes）

技术的歷史和人類一樣久遠。一些主要的工具類型幾乎在每一次舊人類的考古發現中都會被找到，甚至是巧人的時代。不過，其他動物也被發覺可以學習使用及精製工具，所以將人類視為唯一會使用及製作工具的動物是不正確的。技术的歷史依順著由簡單的工具及能源（多為人力）至複雜的高科技工具及能源的過程發展。人類約在五萬年前開始有行為現代性，使用精製的工具，許多考古學家相信和完整的語言出現有關。

#### 石器工具
人類的祖先早在智人出現的二十萬年前，就已開始使用工具。最早的石器製造方式是在奧都萬文化中，約在二百三十萬年前，最早使用工具的直接證據出現在衣索匹亞的東非大裂谷，時間約在二百五十萬年前。這個使用石器工具的時期稱為舊石器時代，所有的人類歷史都是從約一萬二千年前發展的農業開始。

#### 火
約五十萬至一百萬年前，人類開始使用火而然後掌握它，這是人類歷史上技术演進的重要轉捩點，提供了一具有許多深遠用途的簡單能源。目前還不知道第一次使用火的時間，根據斯泰克方丹、斯瓦特科蘭斯、科羅姆德拉伊和維羅恩斯的化石遺址發現的燒焦動物骨頭，推測人類早在西元前一百萬年前就已將火馴化。學者認為直立人在約西元前五十萬至四十萬年前已可以控制火。第一次使用火來加熱可能是在食物的準備上。其使得植物及動物等食物來源大大地增加，因為它大大地降低了食物的腐敗速度。
火再來擴展到了天然資料的加工上，且允許利用需用火加工的天然資料。（現今找到最古老的拋射武器為用火燒固的木製長矛，約在二十五萬年前）木材和木炭是第一種被使用來能源的物質。木材、黏土和石頭（如石灰岩）是最早用火來塑形和加工的物質，用來製造如武器、陶器、磚和水泥等加工品。

#### 衣服及住處
在舊石器時代出現的其他技术有衣服及住處，目前還不知道這二種技术具體出現的時間，但這些是人類發展的關鍵。在舊石器時代中，住處變的越來越複雜而精緻，早在西元前三十八萬年前，人類就已建造出臨時的木屋。衣服從獵殺動物後取皮毛製成，讓人類可以適應較冷的地區，人類也在西元前二十萬年開始了历史移民，由非洲移居到其他洲，例如歐亞大陸。

### 新石器时代至古典古代（公元前1万年—公元300年）
人类技术的提升发轫于所谓的新石器时代。研磨石斧的发明是一个重大的进步，因为它允许大规模砍伐森林来创建农场。

#### 金属工具
持續地改善，創造出來火爐和風箱，及精煉與鍛造自然金屬的能力。金、銅、銀和鉛為最早可被精煉出的幾種金屬。勝過石、骨及木製工具之銅製工具的優點很快地展現在早期人類身上，而自然銅的使用則大約在新石器時代初期（約西元前八千年）。在自然界裡並不存在很大量的自然銅，但銅礦則是很普遍的，且有些可以用木材或木炭很容易地製造出來。
約在西元前4000年，金屬的製作導致青銅和黃銅等合金的發明，因此稱為青銅時代。鋼等鐵合金的第一次使用則在西元前1400年，鐵器時代開始。

#### 能源和交通运输

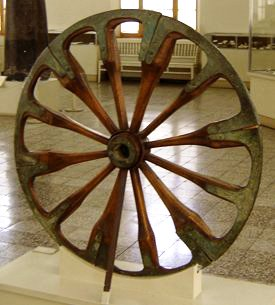
輪子約在西元前4000年被發明出來。

其間，人類學會到控制其他類型的能量。所知最早風力的使用為帆船。一裝有帆的船於西元前三千兩百年的埃及壁畫中被發現。從史前時代開始，埃及人大約就在使用「尼羅河的力量」一年一次的洪河來灌溉他們的土地，並漸漸學會經由計畫性地建造灌溉渠道和水池來管理田地。類似地，美索不達米亞的早期人民，蘇美人會來了使用底格里斯河和幼發拉底河來做為相同的用途。但更多風力和水力，甚至人力的使用則需要再另一次的發明。

### 中世纪和现代历史（公元300年至今）
工具包含有簡單機械，如槓桿、螺絲和滑輪，和複雜的機械，如時鐘、發動機、發電機、電動機、收音機、電報、電話、電腦、手機和太空站等。
紙及活字印刷術的發明是技术的重大進展。一般認為蔡倫是紙的發明者，其所發明的紙為現今所認為的紙，相對於由紙莎草的莖織成的莎草紙。他於西元105年描述了現在的造紙方法。大部份早期的原料都是很少見且昂貴的。紙在數個世紀之間都還是個奢侈品，直到十九世紀蒸氣造紙機的發明，它可以由紙漿中取出纖維來造紙。一般利用如雲杉木等的針葉樹材。
活字印刷術為一能將同一文字印在多份紙上的印刷裝備。允許單一文字被排列成文字的活字排版於西元1041年至1048年之間由中國的畢昇所發明。將活字印刷使用於大量生產的印刷業的第一人為德國金匠，最後成為印刷業者的約翰內斯·古騰堡，他於西元1440年引入活字印刷，並使其普及起來。

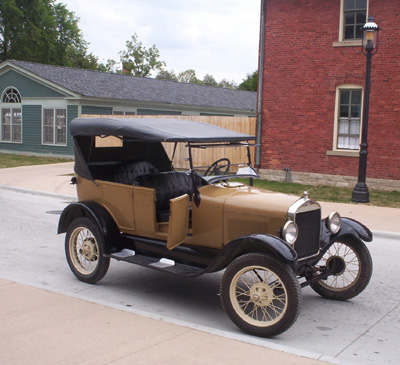
汽车彻底改变了个人交通。

工業革命為於18世紀晚期及19世紀初期的一在技术、社會、經濟及文化上的重大改變。它起源於英國，並擴散至全世界。於此期間，基於手工的經濟被機械的產業及製造所替代。它開始於紡織產業的機械化和製鐵技术的發展，以及因運河引進、道路改善及鐵路運輸等而產生的貿易擴張。蒸汽機（燃料主要為煤）的引進及動力機械（主要在紡織製造上）更鞏固了生產量戲劇性的增加。(Meier and Rauch, 2000) 19世紀前兩個年代的全金屬機床發展促進了其他產業更多的生產機械。

積體電路

當工具的複雜度增加時，支撐其所需的知識種類也增加了。複雜的當代機械需要一整套有關知識的技术手冊，且還在不斷地增加及改良，其設計者、建立者、維修者和使用者常需要數年一般和特定的訓練來熟練它。甚至，工具會太過複雜，以致需要如：工程学、醫學和電腦科學等基礎知識的工具、程序及練習來支撐它們。複雜的製造及土木建築技术及組織被需要以用來建立及維持它們。整個產業都被用來支撐與發展下一代更複雜的工具。

## 專利權
當被用於商業行為時，技术可以確保公司和其他公司的競爭力。但達到、發明或使用技术的投資成本，稱為知識產權，是非常高的。因此，許多社會（如美國、歐洲）都會對此一此一投資給予政府的保護，經由給予專利，一排他性的權利。此一保護能使公司投資在技术上的成本能夠回收，因此可以鼓勵創新。但亦有另一觀點指出，專利的過度保護，反而會使得創新遭到阻礙。

## 其他物種的技术

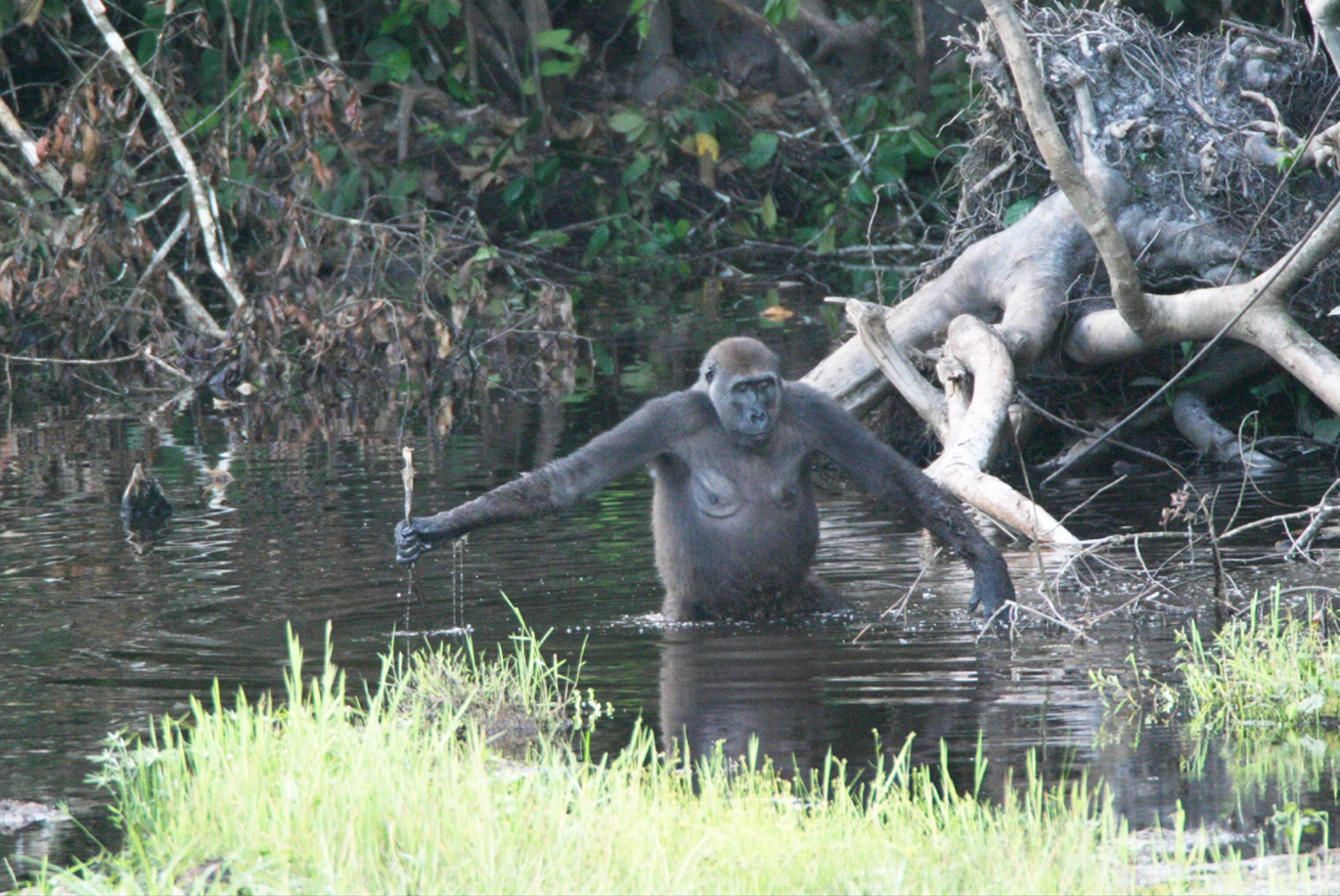
這個成年大猩猩使用樹枝作為手杖來測量水的深度，這是非人類靈長類動物使用技术的一個例子。

基本技术的使用也是人類以外其他動物物種的特徵。 其中包括黑猩猩等靈長類動物，一些海豚群落和烏鴉。 考慮到更普遍的技术觀點是積極的環境調節和控制的行為學，我們還可以參考動物實例，例如河狸及其水壩，或蜜蜂及其蜂窩。
製造和使用工具的能力曾經被認為是人属的定義特徵。 但是，在黑猩猩和相關靈長類動物中發現工具構造的發現已經放棄了人類獨有的技术使用觀念。 例如，研究人員觀察了野生黑猩猩使用覓食工具：所使用的一些工具包括树葉海綿，釣白蟻探針，杵和槓桿。 西非黑猩猩也使用石鎚和石砧來打裂堅果，就像巴西的美景鎮的捲尾猴一樣。

## 未來技术
技术理論經常試圖根據當時的高科技和科學來預測技术的未來。 但是，與對未來的所有預測一樣，技术是不確定的。
在2005年，未來主義者雷蒙德·库茨魏尔預測，技术的未來將主要由遺傳學，納米技术和機器人技术重疊的構成的“GNR革命”，其中機器人技术是三者中最重要的。